# Szamuil Jakovlevics Marsak
Szamuil Jakovlevics Marsak (oroszul: Самуил Яковлевич Маршак; Voronyezs, 1887. november 3. (október 22. a Julián naptár szerint) – Moszkva, 1964. július 4.) zsidó származású belarusz és szovjet író, műfordító és költő, aki gyerekeknek és felnőtteknek egyaránt írt. Lefordította William Shakespeare szonettjeit és néhány más művét, angol költészetet (gyerekeknek szóló verseket is). Makszim Gorkij Marsakot „az orosz (szovjet) gyermekirodalom megalapítójának” nyilvánította.

## Korai évek
Marsak egy zsidó családban született 1887. november 3-án Voronyezsben. Apja (Jakov Mironovics Marsak, 1855–1924) munkavezető volt egy szappangyárban. 1893-ban a Marsak család Vityebszkbe (Витебск), 1894-ben Pokrovba (Покров), 1895-ben Bahmutba (Бахмут), 1896-ban a Voronyezs egyik külvárosához, Osztrogozsszkhoz (Острогожск) közeli Majdanba (Майдан) és 1900-ban Osztrogozsszkba költözött. Jó otthoni oktatásban részesült, később Osztrogozsszk gimnáziumában tanult. Voronyezsi gyermekkorában kezdett verseket írni. Bátyja, Ilja (aki M. Iljin álnéven írt, 1896–1953) és nővére, Liya (aki Elena Ilinaként írt, 1901–1964) szintén szovjet szerzők lettek.
1902-ben a Marsak család Szentpétervárra költözött. A filantróp és tudós, David Gincburg báró érdeklődött Marsak iránt, és bemutatta Vlagyimir Sztaszov befolyásos kritikusnak. Sztaszovot annyira lenyűgözte az iskolás fiú irodalmi tehetsége, hogy Szamuil és családja számára kivételt adott számára a zsidókra vonatkozó, mozgásukat korlátozó törvények alól. Marsakot bemutatta Makszim Gorkijnak és Fjodor Saljapinnak is.
1904-ben Szamuilnél tuberkulózist diagnosztizáltak, és nem tudott tovább élni Szentpétervár hideg éghajlatán. Makszim Gorkij megszervezte, hogy Szamuil családjával a fekete-tengeri üdülővárosban, Jaltában éljen (1904–1907). Gorkij és Saljapin is fizetett az oktatásáért és a terápiáért. Ennek az időszaknak a nagy részét azonban Kercsben töltötte, a Fremerman családnál élve.

## Fiatal költő, filozófus és műfordító
1904-ben publikálta első munkáit a Jewish Life folyóiratban, az 1900-as évek közepén és végén pedig Marsak cionista verseket írt, amelyek egy része olyan folyóiratokban jelent meg, mint a Young Judea. 1907-ben visszatért Szentpétervárra, és ezt követően számos művet publikált a népszerű Satyricon folyóiratban.
Marsak a „politikai bizonytalanság” miatt nem nyert felvételt egy oroszországi egyetemre, és leckékből és folyóiratok írásából kereste kenyerét. Első közel-keleti útjáról sok benyomást, verset és gyönyörű feleséget hozott magával.
1912-ben Angliába költözött, és a Londoni Egyetemen filozófiát tanult. Beleszeretett az angol kultúrába és az angol nyelven írt költészetbe. Az egyetemen végzett utolsó évében megjelentette William Blake, Robert Burns és William Wordsworth verseinek Oroszországban megjelent fordításait. 1913-as látogatása egy kísérleti "szabad" walesi iskolában (a tolsztojánus Philip Oyler vezetésével) az az esemény, amely felkeltette szakmai érdeklődését a gyerekek iránt.
Nem sokkal az első világháború előtt, 1914-ben visszatért Oroszországba, és a fordításnak szentelte magát.

## Gyermekköltészet
1914-ben Marsak és felesége zsidó menekültek gyermekeivel dolgozott Voronyezsben. Marsak kislányának 1915-ben bekövetkezett halála a gyermekirodalom felé terelte. 1920-ban Jekatyerinodarba (ma Krasznodar) költözött a tartomány árvaházainak élére, és ott szervezték meg egy csapat rajongóval, köztük Jelena Vasziljevával a Gyermekvárost, amely gyermekszínházat, könyvtárat és stúdiókat tartalmazott.
1922-ben Marsak visszaköltözött az akkori Petrográdba, hogy a Gyermekirodalmi Stúdió vezetője legyen. A Raduga (Радуга – Szivárvány) kiadónál adta ki a következő műveket: Детки в клетке, Пожар 1923, Сказка о глупом мышонке (A buta egér meséje), Синяя птица (Kék madár), Цирк (Cirkusz), Мороженое (Jégkrém), Вчера и сегодня (Tegnap és ma) 1925, Багаж (Poggyász) 1926, Пудель (Uszkár), Почта (Postahivatal) 1927, and Вот какой рассеянный (Milyen szórakozott srác) 1930.
Marsak termékeny karriert futott be a gyermekirodalomban. Viktor Sklovszkij szovjet kritikus azt írta, hogy "Szamuil Marsak megértette, hogy sok új író fog megjelenni az új szovjet köztársaságban. Az irodalom ajtajában állt, egy jóindulatú angyal, aki nem karddal vagy ceruzával volt felfegyverkezve, hanem munkával és a munkáról szóló szavakkal." Marsak hozzájárulása a gyermekirodalom területén nem csak saját írásaira korlátozódott. 1924-ben a Gosizdat (GIZ) állami kiadó (Государственное издательство РСФСР) gyermekosztályának vezetője lett, ezt a pozíciót több mint egy évtizeden át töltötte be. Szerkesztői szerepével Marsak Oroszország legjobb íróit vonzotta, hogy kipróbálják magukat a gyerekeknek szóló írásban, köztük Jevgenyij Svarcot és az OBERIU (Объединение реального искусства) tagját, Danyiil Harmszt.

## Fordítások
Orosz fordításai között megtalálhatók William Shakespeare szonettjei és drámái, Robert Burns, William Blake, Lord Byron, Percy Bysshe Shelley, John Keats versei, William Wordsworth, Alfred Lord Tennyson, Robert Browning, Robert Louis Stevenson, William Butler Yeats, Edward Lear, Lewis Carroll, Rudyard Kipling, T. S. Eliot, Alan Alexander Milne, angol és skót népballadák, versek mondókákból. Az angol költészet mellett Heinrich Heine, Petőfi Sándor, Gianni Rodari és Hovhannes Tumanyan verseit fordította.
Fő munkája ezen a területen William Shakespeare szonettjeinek fordítása (1948). Ez a fordítás nagy sikert aratott az évek során. Néhány Shakespeare-szonett Marsak fordításában megzenésített (klasszikus stílusban Dmitrij Kabalevszkij, pop stílusban Tyihon Hrenyikov, Mikael Tariverdiev, Alla Pugacsova és mások, még rock stílusban is – Kruiz). Fordításai klasszikusnak számítanak Oroszországban. De Marsak sok versfordítása annyira beépült az orosz kultúrába, hogy gyakran azt sulykolták, hogy nem annyira fordító, mint inkább társszerző.

## Későbbi évek
1937-ben Marsak Moszkvába költözött, ahol gyermekkönyveken és fordításokon dolgozott. A második világháború idején a nácik elleni szatírákat publikált. A háború után továbbra is gyermekkönyveket adott ki, többek között: Tarka könyv 1948, Egész évben 1948, Csendes mese 1956 stb.
Élete utolsó éveiben aforisztikus verseket írt, amelyeket lírai epigrammáknak nevezett el. Utolsó könyvében, a Selected Lyrics-ben jelentek meg 1963-ban. Három mesejátékot is publikált: A tizenkét hónap 1943-ban, Félni a bánattól – nem szerencsés 1962-ben és az Okos dolgok 1964-ben.
Bár nem ismerték széles körben, a szovjet korszakban Marsak (politikai) borotvaélen táncolt, és 1937-ben alig kerülte el a halált. Nevét gyakran emlegették a felszámolt Zsidó Antifasiszta Bizottság (Еврейский антифашистский комитет) dokumentumaiban. A bizottság tevékenysége azonban 1952 augusztusában véget ért (12-t kivégeztek és 98-at elnyomtak), és Marsakot nem vádolták meg. 1953-ban Joszif Sztálin halálával és Hruscsov színrelépésével Marsak túl volt a veszélyen. Úgy gondolják, hogy Sztálin halála megmentette Marsakot az elkerülhetetlen haláltól a gyökértelen kozmopolitizmus (безродный космополит) elleni küzdelem időszakában.
Szamuil Marsak 1964. július 4-én halt meg, és Moszkvában temették el.

## Díjai
- Másodfokú Sztálin-díj (1942) – poszterek és rajzfilmek költői szövegeiért
- Másodfokú Sztálin-díj (1946) – a "Tizenkét hónap" című mesejátékért (1943)
- Sztálin-díj, második fokozat (1949) – W. Shakespeare szonettjeinek fordításáért
- Első fokú Sztálin-díj (1951) – a „Gyermekversek” gyűjteményért
- Lenin-díj (1963) – a "Válogatott dalszövegek" (1962) és a gyerekeknek szóló könyvekért
- két Lenin-rend (1939.01.31.; 1957.11.02.)
- Honvédő Háborús Érdemrend, I. fokozat (1945.09.23.)
- A Munka Vörös Zászló Érdemrendje (1947.11.06.)
- A Robert Burns Világszövetség tiszteletbeli elnöke (1960) [8]
- 2012-ben könyvei bekerültek a Modern Művészeti Múzeum kiállítására

## Mesék
- Tizenkét hónap (színdarab, 1943)
- Félni a bánattól - nem fogod látni a boldogságot
- Szivárvány-ív
- Okos dolgok (1964)
- A macska háza (első verzió 1922)
- Teremok (1940)
- Molnár, fiú és szamár
- Mese a buta egérről
- A király és a katona meséje
- Két szomszédról
- Lovak, hörcsögök és csirkék
- Az okos egér meséje
- Miért hívták macskának a macskát?
- Jafar gyűrűje
- Ryaba csirke és tíz kiskacsa
- Öregasszony, csukd be az ajtót!
- Uszkár
- Poggyász
- Egy jó nap
- Miért nincs ruha a hónapban?
- Hol ebédelt a veréb?
- Volga és Vazuza
- Prémes macska
- Holdfényes este
- Bajuszos – csíkos
- Bátor férfiak
- Higadj le!
- Beszélgetés.
- Látogatás a királynőnél
- Mit láttam?
- A kecske meséje
- Doktor Faust
- A macska és a lusták

## Könyvei magyarul
- Kölykök a ketrecben; ford Tóth Eszter, ill. Róna Emy; Athenaeum Ny., Budapest, 1949
- A posta – Athenaeum, Budapest, 1949 · fordította: Kapuvári Béla · Szepes Magda rajzaival
- Vidám vasárnap – Athenaeum, Budapest, 1949 · Fordította: Urbán Eszter · Szepes Magda rajzaival
- Tizenkét hónap. Mesejáték – Új Magyar Könyvkiadó, Budapest, 1949 · fordította: Békés István · illusztrálta: Jaschik Álmosné
- Kis csacsi... nagy csacsi...; ford. Urbán Eszter; Új Magyar Könyvkiadó, Budapest, 1949
- A kis egér – Irodanyomda, Budapest, 1950 · fordította: Hidas Antal · rajzolta: Róna Emy
- Állatfiókák a ketrecben; ford. Vajda Béla; s.n., s.l., 195?
- Cirmos; ford. Urbán Eszter; Új Magyar Könyvkiadó, Budapest, 1950
- A farkas és a róka / Keljföl Jancsi; ford. Kapuvári Béla, Urbán Eszter, ill. Pap Klára; Athenaeum, Budapest, 1950 (Athenaeum)
- Békeőrség; ford. Keszthelyi Zoltán, ill. O. Verejszkij; Országos Béketanács–Ifjúsági Kiadó, Budapest, 1951
- Kölykök a ketrecben – Ifjúsági, Budapest, 1952 · fordította: Weöres Sándor · illusztrálta: Róna Emmy
- Kulipintyó – Ifjúsági, Budarest, 1953 · fordította: Fodor András · illusztrálta: Vasznyecov
- Hol ebédelt a veréb?; ford. Tóth Eszter, ill. V. Lebegyev nyomán Illés Árpád; Ifjúsági, Budapest, 1953
- Macskaház – Ifjúsági, Budapest, 1955 · fordította: Marton Lili
- A tornyocska; ford. Földesi Tamás; Művelt Nép, Budapest, 1955 (Bábszínpad, 24.)
- Erdei vendég. Válogatott versek – Ifjúsági, Budapest, 1955 · Fordította: Fodor András, T. Aszódi Éva, Tóth Eszter
- Cirmos cica; ford. Szőcs Ráchel, ill. V. Lebegyev; Ifjúsági, Bukarest, 1955
- A kisegér; ford. Hidas Antal, ill. Szász Ferenc; Minerva, Budapest, 1957 (Nagy írók – kis embereknek)
- A vizilóról; ford. Bácski György, ill. K. Rotova; Ifjúsági, Bukarest, 1960
- Macska-lak. Mesejáték; ford. Földesi Tamás, rendezői tanácsok Lázár Magda, ill. R. Szabó Ágnes; Móra, Budapest, 1962 (Gyermekszínpad)
- Kölykök a ketrecben; ford. Weöres Sándor, ill. E. Csarusin; Karpati, Uzsgorod, 1964
- Csipp, csupp, csepp – (A. Laptyev · Sz. Marsak) – Mladé Letá / Móra, Bratislava, Budapest, 1964 · fordította: Rab Zsuzsa · illusztrálta: Helena Zmatliková
- Mennyit ér egy esztendő? Versek – Kárpáti / Móra, Budapest / Uzsgorod, 1965 · fordította: Mándy Stefánia · illusztrálta: F. Györffy Anna
- Mese a buta kisegérről. Verses képeskönyv; ford. Fodor András, ill. Tána Sandová; Mladé Letá–Móra, Bratislava–Budapest, 1967
- Negyven tarka tengelice – (Danyiil Harmsz · Szamuil Marsak · Wiktor Woroszylski) – Krajowa Agencja Wydawnicza / Móra, Warszawa / Budapest, 1976 · fordította: Kerényi Grácia · illusztrálta: Bohdan Butenko
- Hol ebédelt a veréb? – Malis, Moszkva / Móra, Budapest, 1977 · fordította: Tóth Eszter · illusztrálta: L. Majorova
- A balsors és a katona. Mesejáték – NPI, Budapest, 1982 · Színjátszók kiskönyvtára · ISBN 963-562-919-2 · Fordította: Bojtár Endre
- Kölykök a ketrecben; ford. Weöres Sándor, ill. L. Majorova; Malis–Móra, Moszkva–Budapest, 1984
- Miszter Tviszter (részlet); ford. Tóth Eszter; in: Göndörű nyírfácska. Orosz versek és mesék gyerekeknek – Móra, Budapest, 1986 · ISBN 963-11-5055-0 · szerk.: Ágai Ágnes; ford.: Kormos István és mások

## Rajzfilmek Marsak művei alapján
- 1929 – Почта (мультфильм) – Posta
- 1938 – Кошкин дом (мультфильм) – Macskaház
- 1940 – Сказка о глупом мышонке (мультфильм) – A buta egér meséje
- 1945 – Теремок (мультфильм) – Teremok
- 1956 – Двенадцать месяцев (мультфильм) – Tizenkét hónap [9]
- 1958 – Кошкин дом (мультфильм) – Macskaház
- 1960 – Про козла – A kecskéről
- 1963 – Мистер Твистер (мультфильм) – Twister úr
- 1964 – Почта (мультфильм) – Posta
- 1970 – Быль-небылица (мультфильм) – Tündérmese
- 1975 – Вот какой рассеянный (мультфильм) – Ilyen szórakozott
- 1978 – Чудеса в решете (мультфильм) – Csodák a szitán
- 1979 – Гришкины книжки (мультфильм) – Grishkin könyvei
- 1980 – Двенадцать месяцев – Tizenkét hónap
- 1981 – Сказка о глупом мышонке (мультфильм) – A buta egér meséje
- 1982 – Старуха, дверь закрой! – Öregasszony, csukd be az ajtót!
- 1982 – Кошкин дом (мультфильм) – Macskaház
- 1982 – Отчего кошку назвали кошкой? – Miért nevezték el a macskát macskának?
- 1983 – Где обедал воробей? – Hol evett a veréb?
- 1985 – Королевский бутерброд – Királyi szendvics
- 1985 – Пудель (мультфильм) – Uszkár
- 1987 – Верь-не-верь – Hisz-nem-hisz

## Külső hivatkozások
- Szamuil Jakovlevics Marsak az Internet Movie Database oldalon (angolul)
- Vlagyimir Vasziljevics Lebegyev – Marsak könyveinek illusztrátora (orosz nyelven)

## Fordítás
- Ez a szócikk részben vagy egészben  a   Samuil_Marshak című angol Wikipédia-szócikk fordításán alapul.  Az eredeti cikk szerkesztőit annak laptörténete sorolja fel. Ez a jelzés csupán a megfogalmazás eredetét és a szerzői jogokat jelzi, nem szolgál a cikkben szereplő információk forrásmegjelöléseként.